# Aeroportul Sälen
Aeroportul Sälen (IATA: SCR, ICAO: ESKS) este un aeroport din Comuna Malung-Sälen, Dalarnas län, Suedia ce deservește zona Sälen⁠(d). Aeroportul a fost tranzitat în 2022 de 17.961 de pasageri. A fost deschis în 22 decembrie 2019.
Situat la o altitudine de 490 m, aeroportul dispune de o singură pistă.